# Umimachi Diary (filme)
Umimachi Diary (海街diary, bra: Nossa Irmã Mais Nova; prt: A Nossa Irmã Mais Nova) é um filme japonês de 2015, do género comédia dramática, realizado e escrito por Hirokazu Kore-eda, com base no manga homónimo de Akimi Yoshida e protagonizado por Ayase Haruka, Masami Nagasawa, Kaho e Suzu Hirose. Foi exibido no Festival de Cannes a 14 de maio de 2015, onde foi nomeado para a Palma de Ouro. Estreou-se no Japão a 13 de junho de 2015 e no Brasil a 3 de março de 2016.

## Elenco
- Ayase Haruka como Sachi Kōda
- Masami Nagasawa como Yoshino Kōda
- Kaho como Chika Kōda
- Suzu Hirose como Suzu Asano
- Ryo Kase como Sakashita
- Kirin Kiki como Fumiyo Kikuchi
- Lily Franky como Sen-ichi Fukuda
- Jun Fubuki como Sachiko Ninomiya

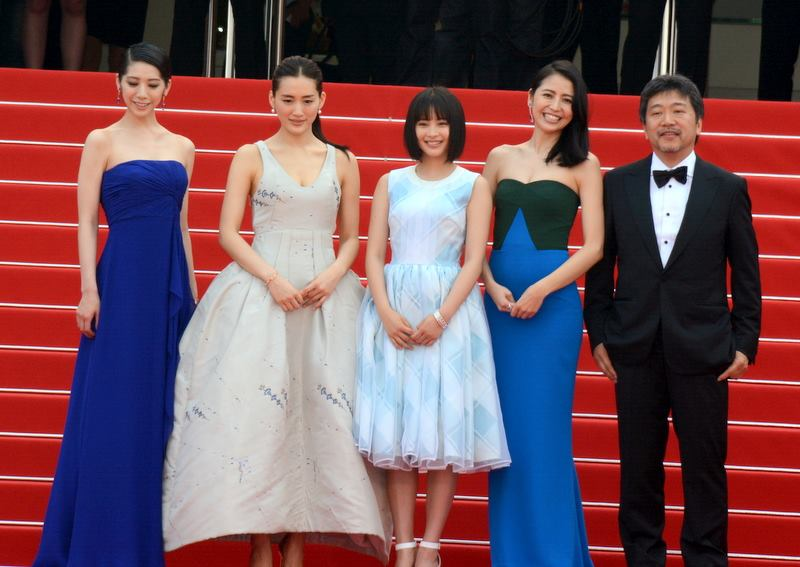
As protagonistas Kaho, Ayase Haruka, Suzu Hirose, Masami Nagasawa e o realizador Hirokazu Koreeda (da esquerda à direita) a promover o filme no Festival de Cannes de 2015.

- Shinichi Tsutsumi como Kazuya Shiina
- Shinobu Otake como Miyako Sasaki

## Produção
A rodagem aconteceu em julho de 2014 e o filme foi produzido por Fuji TV, Shogakukan, TV Man Union, Tōhō e Gaga Corporation.

## Lançamento
O filme foi lançado no Japão a 13 de junho de 2015 e também foi exibido a 12 de outubro de 2015 no Festival de Cinema de Londres, na Inglaterra, Reino Unido.

### Bilheteira
O filme arrecadou 1,55 mil milhões de ienes no Japão.

### Receção
No sítio Rotten Tomatoes, o filme possui uma classificação de 93%, com base e quarenta e duas críticas. O filme também possui uma média de 68/100 no Metacritic.

## Reconhecimentos
| Ano  | Prémios                                            | Categorias                    | Destinatários e nomeados | Resultado | Referências   |
| ---- | -------------------------------------------------- | ----------------------------- | ------------------------ | --------- | ------------- |
| 2015 | Festival de Cannes                                 | Palma de Ouro                 | Umimachi Diary           | Indicado  | [ 17 ]        |
| 2015 | Festival Internacional de Cinema de San Sebastián  | Prémio do Público             | Umimachi Diary           | Venceu    | [ 18 ]        |
| 2015 | Prémio de Cinema Nikkan Sports                     | Melhor atriz principal        | Ayase Haruka             | Venceu    | [ 19 ]        |
| 2015 | Prémio de Cinema Nikkan Sports                     | Melhor atriz secundária       | Masami Nagasawa          | Venceu    | [ 19 ]        |
| 2015 | Prémio de Cinema Nikkan Sports                     | Melhor revelação              | Suzu Hirose              | Venceu    | [ 19 ]        |
| 2015 | Prémio de Cinema Hochi                             | Melhor revelação              | Suzu Hirose              | Venceu    | [ 20 ]        |
| 2015 | Festival Internacional de Cinema da Flandres-Gante | Grande Prémio de melhor filme | Umimachi Diary           | Indicado  | [ 21 ]        |
| 2016 | Prémios da Academia Japonesa                       | Melhor filme do ano           | Umimachi Diary           | Venceu    | [ 22 ] [ 23 ] |
| 2016 | Prémios da Academia Japonesa                       | Melhor realização do ano      | Hirokazu Koreeda         | Venceu    | [ 22 ] [ 23 ] |
| 2016 | Prémios da Academia Japonesa                       | Melhor argumento do ano       | Hirokazu Koreeda         | Indicado  | [ 22 ] [ 23 ] |
| 2016 | Prémios da Academia Japonesa                       | Melhor atriz principal        | Ayase Haruka             | Indicado  | [ 22 ] [ 23 ] |
| 2016 | Prémios da Academia Japonesa                       | Melhor atriz secundária       | Kaho e Masami Nagasawa   | Indicado  | [ 22 ] [ 23 ] |
| 2016 | Prémios da Academia Japonesa                       | Melhor banda sonora           | Yoko Kanno               | Indicado  | [ 22 ] [ 23 ] |
| 2016 | Prémios da Academia Japonesa                       | Melhor direção de fotografia  | Mikiya Takimoto          | Venceu    | [ 22 ] [ 23 ] |
| 2016 | Prémios da Academia Japonesa                       | Melhor direção de iluminação  | Norikiyo Fujii           | Venceu    | [ 22 ] [ 23 ] |
| 2016 | Prémios da Academia Japonesa                       | Melhor direção de arte        | Keiko Mitsumatsu         | Indicado  | [ 22 ] [ 23 ] |
| 2016 | Prémios da Academia Japonesa                       | Melhor gravação sonora        | Yutaka Tsurumaki         | Indicado  | [ 22 ] [ 23 ] |
| 2016 | Prémios da Academia Japonesa                       | Melhor montagem               | Hirokazu Koreeda         | Indicado  | [ 22 ] [ 23 ] |
| 2016 | Prémios da Academia Japonesa                       | Melhor revelação do ano       | Suzu Hirose              | Venceu    | [ 22 ] [ 23 ] |
| 2016 | Prémios do Cinema Asiático                         | Melhor realização             | Hirokazu Koreeda         | Indicado  | [ 24 ]        |
| 2016 | Prémios do Cinema Asiático                         | Melhor atriz principal        | Ayase Haruka             | Indicado  | [ 24 ]        |